# Сутешть
Сутешть, Сутешті (рум. Sutești) — село у повіті Вилча в Румунії. Входить до складу комуни Сутешть.
Село розташоване на відстані 152 км на захід від Бухареста, 49 км на південь від Римніку-Вилчі, 49 км на північний схід від Крайови.

## Населення
За даними перепису населення 2002 року у селі проживали 788 осіб, усі — румуни. Усі жителі села рідною мовою назвали румунську.